# P. LEAGUE+球員相關規定
以下介紹P. LEAGUE+（PLG）球員相關身分定義、上場規範等等規定。
2021年10月25日，P. LEAGUE+公布賽務章程。2022年11月5日，P. LEAGUE+公布新版本的賽務章程。2023年10月25日，P. LEAGUE+新版本賽務章程經董事會修正通過。

## 身分定義

### 本土球員
2020-21賽季
《蘋果日報》報導稱具有一半中華民國血統且持有中華民國護照。《TSNA》報導稱持有中華民國居留證，或父母其中一方持有中華民國護照。
賽務章程（2021年版本）
16歲以前取得中華民國護照，以FIBA相關認定（FIBA Regulation Book 3）為依據。
賽務章程（2022、2023、2024年版本）
擁有中華民國國籍，並在16歲以前辦理戶籍登記，或依規定取得中華民國護照，並根據FIBA規定（FIBA Internal Regulations，Book 3 Players and Officials）可代表中華臺北出賽，且不被認定為歸化球員。

### 華裔球員
2020-21賽季
《蘋果日報》報導稱具有一半中華民國血統但未持有中華民國護照。
賽務章程（2021年版本）
未持有中華民國護照與持有華僑身分證明書且父母其中一方持有中華民國護照或中華民國身分證，或是16歲以後持有中華民國護照且父母其中一方持有中華民國護照或中華民國身分證。
賽務章程（2022、2023、2024年版本）
父母其中一方持有中華民國身分證或中華民國護照，且本人符合下列任一條件：
- 持有華僑身分證明書
- 未於16歲以前辦理戶籍登記，或依規定取得中華民國護照

各季名單
| 賽季    | 勇士                        | 領航猿                                          | 攻城獅               | 夢想家                 | 不適用                                              | 不適用                                            |
| 2020-21 | 無                          | 無                                              | 無                   | 沃克 （Randall Walko） | 不適用                                              | 不適用                                            |
| 賽季    | 勇士                        | 國王                                            | 領航猿               | 攻城獅                 | 夢想家                                              | 鋼鐵人                                            |
| 2021-22 | 林書緯 （Joseph Lin）       | 張文平 （Steven Guinchard）                     | 無                   | 陳堅恩 （Elliot Tan）  | - 錢肯尼 （Kenny Chien） - 忻沃克 （Randall Walko） | 楊浩之 （Matthew Yang）                           |
| 2022-23 | 張文平 （Steven Guinchard） | 林書緯 （Joseph Lin）                           | 無                   | 無                     | 錢肯尼 （Kenny Chien）                              | - 林書豪 （Jeremy Lin） - 楊浩之 （Matthew Yang） |
| 2023-24 | 張文平 （Steven Guinchard） | - 林書緯 （Joseph Lin） - 林書豪 （Jeremy Lin） | 無                   | 無                     | - 錢肯尼 （Kenny Chien） - 忻沃克 （Randall Walko） | 無                                                |
| 賽季    | 勇士                        | 領航猿                                          | 獵鷹                 | 鋼鐵人                 | 不適用                                              | 不適用                                            |
| 2024-25 | 無                          | 無                                              | 義仁 （Ethan Chung） | 無                     | 不適用                                              | 不適用                                            |

- 上方列出例行賽或季後賽有出賽紀錄的球員，置於水平分隔線下方的球員表示不在（最終）註冊名單當中。

### 外籍生球員
賽務章程（2021年版本）
不符合本土球員資格，27歲以前在高中籃球聯賽、大專籃球聯賽連續註冊滿2年以上。 
賽務章程（2022、2023、2024年版本）
不符合本土球員與華裔球員資格，27歲以前在高中籃球聯賽、大專籃球聯賽連續註冊滿2年以上。 
各季名單
| 賽季    | 勇士                                                   | 領航猿                | 攻城獅                                                          | 夢想家                                            | 不適用 | 不適用                      |
| 2020-21 | 石博恩 （Brendon Smart）                               | 無                    | 容毅燊 （Ngai-San Iong）                                        | 無                                                | 不適用 | 不適用                      |
| 賽季    | 勇士                                                   | 國王                  | 領航猿                                                          | 攻城獅                                            | 夢想家 | 鋼鐵人                      |
| 2021-22 | 石博恩 （Brendon Smart）                               | 聶歐瑪 （Omar Niang） | 無                                                              | 容毅燊 （Ngai-San Iong）                          | 無     | 戴瑞騰 （Austin Derrick）   |
| 2022-23 | 石博恩 （Brendon Smart）                               | 聶歐瑪 （Omar Niang） | 丁恩迪 （Amdy Dieng）                                           | 伊波卡 （Ifeanyi Eboka）                          | 無     | 張傑瑋 （Jamarcus Mearidy） |
| 2023-24 | - 石博恩 （Brendon Smart） - 伊波卡 （Ifeanyi Eboka）  | 無                    | 丁恩迪 （Amdy Dieng）                                           | 張傑瑋 （Jamarcus Mearidy）                       | 無     | 丹尼爾 （Daniel Oli）       |
| 賽季    | 勇士                                                   | 領航猿                | 獵鷹                                                            | 鋼鐵人                                            | 不適用 | 不適用                      |
| 2024-25 | - 石博恩 （Brendon Smart） - 莫巴耶 （Mouhamed Mbaye） | 丁恩迪 （Amdy Dieng） | - 白薩 （Bayasgalan Delgerchuluun） - 蓋比 （Humphery Gabriel） | - 丹尼爾 （Daniel Oli） - 馬克斯 （Marcus Quirk） | 不適用 | 不適用                      |

- 上方列出例行賽或季後賽有出賽紀錄的球員，置於水平分隔線下方的球員表示不在（最終）註冊名單當中。

### 外籍球員
賽務章程（2021年版本）
未持有中華民國護照，也不符合華裔球員與外籍生球員資格。
賽務章程（2022、2023、2024年版本）
未擁有中華民國國籍，也不符合外籍生球員資格。
各季名單
| 賽季    | 勇士 | 領航猿 | 攻城獅 | 夢想家 | 不適用 | 不適用 |
| 2020-21 | - 塞瑟夫 （Ihor Zaytsev） - 辛特力 （Mike Singletary） - 賈西亞 （Charles Garcia） | - 里德 （Davon Reed） - 傑克 （Kadeem Jack） - 喬登 （Jordan Chatman） - 沃倫 （Willie Warren）                                                                                               | - 塔壁 （Hasheem Thabeet） - 狠投 （LaDontae Henton） - 大勝 （Branden Dawson） - 雷特 （Julian Wright）                                                         | - 杰倫 （Jerran Young） - 塔克 （Anthony Tucker） - 希克斯 （Stephan Hicks） | 不適用 | 不適用 |
| 賽季    | 勇士 | 國王 | 領航猿 | 攻城獅 | 夢想家 | 鋼鐵人 |
| 2021-22 | - 辛特力 （Mike Singletary） - 塞瑟夫 （Ihor Zaytsev） - 瓊斯 （Perry Jones） - 德古拉 （Samuel Deguara） | - 湯瑪士 （Thomas Welsh） - 里金斯 （DeAndre Liggins） - 牧倫斯 （Byron Mullens） - 麥卡洛 （Chris McCullough）                                                                               | - 喬丹 （Jordan Tolbert） - 羅賓森 （Devin Robinson） - 貝索維奇 （Nemanja Bešović） - 吉倫 （John Gillon）                                                      | - 辛巴 （Sim Bhullar） - 法獅 （Nick Faust） - 布魯斯巫獅 （Mike Bruesewitz） - 大勝 （Branden Dawson）                                                                                      | - 吉爾貝克 （Brandon Gilbeck） - 布依德 （Julian Boyd） - 揚科維奇 （Stefan Janković） - 利多 （Ricky Ledo） - 希克斯 （Stephan Hicks）                                    | - 班森 （Keith Benson） - 布朗 （Taylor Braun） - 班尼特 （Anthony Bennett） - 塔克 （Anthony Tucker） - 哈里斯 （Manny Harris）                                                                                    |
| 2022-23 | - 辛特力 （Mike Singletary） - 強森 （Chris Johnson） - 塞瑟夫 （Ihor Zaytsev） - 瓊斯 （Perry Jones） | - 牧倫斯 （Byron Mullens） - 曼尼高 （Kenny Manigault） - 奧帝 （Austin Daye） | - 桑尼 （Sani Sakakini） - 沃許本 （Jason Washburn） - 艾爾斯 （Jeff Ayres）                                                                                     | - 阿提諾 （Will Artino） - 班尼特 （Anthony Bennett） - 太樂 （Jeremy Tyler） - 辛巴 （Sim Bhullar） - 特壞 （Terrico White）                                                                | - 吉爾貝克 （Brandon Gilbeck） - 卡拉曼 （İlkan Karaman） - 麥卡洛 （Chris McCullough） - 米勒 （Malcolm Miller） - 福斯特 （Nick Faust） - 波因特 （Sir'Dominic Pointer） | - 鐵米 （Femi Olujobi） - 悟空 （Gokul Natesan） - 溫德 （Wendell Lewis） - 鉑伊 （Andrija Bojić） - 鈦強 （Terrence Jones） - 哈里斯 （Manny Harris） - 鑀倫 （Aaron Harrison） - 克拉索夫 （Viacheslav Kravtsov） |
| 2023-24 | - 塞瑟夫 （Ihor Zaytsev） - 強森 （Chris Johnson） - 伊貝 （Prince Ibeh） - 泰勒 （Tyler Bey） - 巴爾菲特 （Sedrick Barefield） - 布朗 （Taylor Braun） - 石門 （Stephen Zimmerman） - 沛登 （Justin Patton） - 梅克 （Matur Maker） - 賽爾登 （Wayne Selden） - 辛特力 （Mike Singletary） | - 曼尼高 （Kenny Manigault） - 米歇爾 （Tony Mitchell） - 奧帝 （Austin Daye） - 路易士 （Wendell Lewis） - 牧倫斯 （Byron Mullens） - 海登 （Hayden Blankley） - 安尼奎 （Christian Anigwe） | - 沃許本 （Jason Washburn） - 密克斯 （Kennedy Meeks） - 伯朗 （Alec Brown） - 葛拉漢 （Treveon Graham） - 塔克 （Anthony Tucker） - 勞倫斯 （Anthony Lawrence） | - 克拉 （Earl Clark） - 艾夫伯 （Michael Efevberha） - 霍立飛 （Michael Holyfield） - 狄帝 （Deyonta Davis） - 歐獅傅 （Daniel Ochefu） - 伊凡 （Ivan Marinkovick） - 阿提諾 （Will Artino） | - 吉爾貝克 （Brandon Gilbeck） - 布依德 （Julian Boyd） - 麥卡洛 （Chris McCullough） - 德文馬布爾 （Devyn Marble） - 貝扎尼什維利 （Giorgi Bezhanishvili）                | - 鐵米 （Femi Olujobi） - 銳米 （Rayvonte Rice） - 塔壁 （Hasheem Thabeet） - 卡麥龍 （Cameron Clark） - 悟空 （Gokul Natesan） - 比克 （Kavell Bigby-Williams） - 班尼特 （Anthony Bennett） - 楊和 （Glen Yang）  |
| 賽季    | 勇士 | 領航猿 | 獵鷹 | 鋼鐵人 | 不適用 | 不適用 |
| 2024-25 | - 金恩 （Nick King） - 沃特斯 （Brandon Walters） - 威希 （Jeff withey） - 柏德 （Jabari Bird） - 漢米爾頓 （Jordan Hamilton） - 摩爾特力 （Arnett Moultrie） | - 伯朗 （Alec Brown） - 葛拉漢 （Treveon Graham） - 瓊斯 （Jarrod Jones） - 布依德 （Julian Boyd）                                                                                            | - 鉑金 （Nick Perkins） - 翟蒙 （De'Mon Brooks） - 飛雷神 （Branden Frazier） - 赤崁 （Žiga Dimec）                                                              | - 艾賽亞 （Isaiah Briscoe） - 喬迪 （Jordy Tshimanga） - 陶德 （Isaiah Todd） - 普萊斯 （Josh Price） - 威爾 （Will Davis）                                                                  | 不適用 | 不適用 |

- 上方列出例行賽或季後賽有出賽紀錄的球員，置於水平分隔線下方的球員表示不在（最終）註冊名單當中。

## 註冊與登錄制度
2020-21賽季
每隊允許擁有1名外籍生和1名華裔球員，各隊最多可註冊16名本土球員與3名外籍球員，外籍球員採4節7人次，第四節為單洋將，每場比賽僅能登錄雙洋將。外籍球員同一賽季只能註冊於同一隊之名單上，若有特殊需求得向賽務決策委員會申請特例處理。在註冊大限前各隊需於賽前登錄截止（上午10時）的前48小時告知聯盟，才能完成更換球員名單。
賽務章程（2021年版本）
| 身份     | 註冊                  | 登錄 | 參考                 | 備註 |
| -------- | --------------------- | ---- | -------------------- | --- |
| 本土球員 | - 至多16名 - 至少10名 | 11名 | [ 33 ] [ 34 ] [ 35 ] | - 本土球員的名額包含華裔球員與外籍生球員 - 可註冊與登錄2名華裔球員，或1名華裔球員與1名外籍生球員                                                                                        |
| 外籍球員 | - 至多3名 - 至少2名   | 2名  | [ 33 ] [ 34 ] [ 35 ] | - 外籍球員採4節7人次，第四節為1人次 - 因2019冠狀病毒病疫情開放各隊可註冊3名外籍球員 - 外籍球員同一賽季只能註冊於同一隊 - 曾註冊於臺灣其他聯盟的外籍球員，在同一賽季無法註冊於P. LEAGUE+ |

2021-22賽季防疫指引
2022年4月23日，P. LEAGUE+宣布至少分別8名以及2名可登錄出賽之本土球員（含華裔球員與外籍生球員）與外籍球員即可恢復舉行比賽。5月3日，P. LEAGUE+宣布下修為至少8名可登錄出賽球員（至少7名本土球員與至少1名外籍球員），否則該隊暫停比賽。5月14日，P. LEAGUE+公告各隊在5月6日的賽務決策委員會中同意最少8名可登錄出賽球員即可出賽，可以是6+2或是7+1兩種組合，若有球隊無法登錄任何外籍球員，可以登錄8名本土球員出賽。同天新北國王與高雄鋼鐵人之戰，兩隊都只登錄8名球員，在新北國王登錄名單上的李盈鋒賽前有著衣熱身，直到比賽快開打前因家務事離開球場，僅剩7名可出賽球員的新北國王徵求對手高雄鋼鐵人與其餘四支球隊的同意之後繼續出賽。
賽務章程（2022年版本）
過去各隊可註冊2+1名外籍球員，改為可註冊3名外籍球員。各隊可註冊至少13名球員，至多19名球員，其中應註冊3名外籍球員，可註冊2名華裔球員，或1名華裔球員與1名外籍生球員。外籍球員同一賽季只能註冊於同一隊，若曾註冊於臺灣其他聯盟，在同一賽季無法註冊於P. LEAGUE+。
各隊每場可登錄至少8名球員，至多13名球員，其中應登錄2名外籍球員。外籍球員採4節7人次，第四節為1人次。
賽務章程（2023、2024年4月版本）
各隊可註冊至少13名球員，球員總數無上限，其中應註冊3名外籍球員，外籍球員至多5名，可註冊2名華裔球員，或1名華裔球員與1名外籍生球員。註冊大限球員總數至多註冊20名、4名外籍球員、2名華裔球員，或1名華裔球員與1名外籍生球員。註銷傷兵時不用與球員解除合約。外籍球員同一賽季只能註冊於同一隊，若曾註冊於臺灣其他聯盟，在同一賽季無法註冊於P. LEAGUE+。
各隊每場可登錄至少8名球員，至多14名球員，外籍球員可登錄至少2名或至多3名。外籍球員採4節8人次，每節外籍球員皆為2人次。2024年3月更新外籍生球員登錄相關規定，外籍生球員同一賽季只能註冊、登錄一次。
賽務章程（2024年10月版本）
外籍生球員從過去各隊可註冊1名、登錄1名，修改為可註冊2名、登錄2名，只能有1名上場出賽，可輪替。
各隊可註冊至少13名球員，球員總數無上限，其中應註冊3名外籍球員，外籍球員至多4名，可註冊2名華裔球員，或1名華裔球員與1名外籍生球員，或2名外籍生球員。註冊大限球員總數至多註冊20名、4名外籍球員、2名華裔球員，或1名華裔球員與1名外籍生球員，或2名外籍生球員。註銷傷兵時不用與球員解除合約。外籍球員同一賽季只能註冊於同一隊，若曾註冊於臺灣其他聯盟，在同一賽季可註冊於P. LEAGUE+。
各隊每場可登錄至少8名球員，至多14名球員，外籍球員可登錄至少2名或至多3名，可登錄2名華裔球員，或1名華裔球員與1名外籍生球員，或2名外籍生球員，但只能有1名外籍生球員在場上。外籍球員採4節8人次，每節外籍球員皆為2人次。

### 註冊大限
| 賽季    | 日期          | 參考   |
| ------- | ------------- | ------ |
| 2020-21 | 2021年2月28日 | [ 29 ] |
| 2021-22 | 2022年4月1日  | [ 75 ] |
| 2022-23 | 2023年3月18日 | [ 47 ] |
| 2023-24 | 2024年4月3日  | [ 76 ] |
| 2024-25 | 2025年2月27日 | [ 77 ] |

### 雷特事件
2021年2月14日，新竹街口攻城獅宣佈與雷特（Julian Wright）解約。2月16日，桃園領航猿公告雷特加盟。2月20日，領航猿表示雷特的工作證尚未核發，當天對陣攻城獅的比賽不會登錄上場。
2月21日，P. LEAGUE+宣布因牴觸聯盟規章33.2，領航猿無法完成註冊雷特。領航猿以疫情為緣由向賽務決策委員會提出能特別申請註冊雷特，而賽務決策委員會在討論過後否決領航猿的申請，聯盟對此做出未註冊成功的決定。領航猿發布公告表示，原經聯盟同意以因應疫情狀況的特殊需求核准。聯盟執行長陳建州於社群平台發文致歉。2月23日，聯盟執行長陳建州與法律顧問余宗鳴開設直播談及此事件。
2月24日，聯盟表示領航猿當時以「COVID-19疫情關係」申請特例，賽務決策委員會詢問法律意見確認特例的解釋不包含COVID-19的因素影響，因聯盟於賽季之初已因應疫情開放各隊註冊三位外籍球員（洋將）。在雷特未能註冊成功後，有球迷於網路上攻擊攻城獅總經理高景炎，攻城獅也被球迷懷疑阻擋雷特加盟領航猿。高景炎發文表示自己並非攻城獅的聯盟董事代表，而此事件並未進入投票階段，僅依照聯盟的規章進行。而攻城獅與雷特達成共識當下就開立離隊證明書給雷特的經紀人。攻城獅同天宣布簽回雷特擔任「球員技巧發展教練」。

## 歸化球員制度
2020年9月29日，P. LEAGUE+領隊會議決議歸化球員戴維斯（Quincy Davis）以本土自由球員身分與聯盟四支球團接觸。2020年10月20日，戴維斯加盟桃園領航猿。
2021年10月25日，P. LEAGUE+執行長陳建州表示戴維斯在2021-22賽季仍然具有本土球員身分，中華男籃歸化球員人選阿提諾（Will Artino）若加入P. LEAGUE+會視作外籍球員。

## 自由球員定義
2021年8月20日，P. LEAGUE+表示未來將由聯盟統一公布當年度自由球員名單。2023年6月15日，P. LEAGUE+預計於6月30日第一次公布自由球員名單。
選秀報名辦法（2021年版本）以及賽務章程（2021年版本）
2021年底前滿20歲，且未與任何聯賽所屬球隊存在正式球員合約，且符合下列任一條件：
- 2021年底前滿27歲之非學生球員[91][92]。
- 曾註冊過P. LEAGUE+、各國頂級籃球聯賽或P. LEAGUE+認定之籃球聯賽[i][91][92]。
- 2021年底前滿27歲、符合華裔球員資格[91][92]。
- 曾參加P. LEAGUE+選秀但落選[91][92]。

選秀報名辦法（2022年版本）
2022年底前滿19歲，且未與任何聯賽所屬球隊存在正式球員合約，且符合下列任一條件：
- 2022年底前滿27歲之非學生球員[93]。
- 曾註冊過P. LEAGUE+、各國頂級籃球聯賽或P. LEAGUE+認定之籃球聯賽[i][j][93]。
- 符合華裔球員資格[93]。
- 曾參加P. LEAGUE+選秀但落選[93]。

賽務章程（2022、2023、2024年版本）
定義
年滿19歲，且未與P. LEAGUE+以及其他聯賽所屬球隊訂有合約，可任意與P. LEAGUE+所屬球隊簽訂球員合約。
資格
符合前者定義要求，且符合下列任一條件：
- 履行完新人球員合約（賽務章程第51.1條）而原球團未提供合格報價，或未履行完新人球員合約（賽務章程第51.1條）但與球團合意終止合約。
- 曾註冊過P. LEAGUE+、各國頂級籃球聯賽或P. LEAGUE+認定之籃球聯賽，並檢附FIBA的聲明書。
- 符合華裔球員或外籍球員資格，或年底滿27歲之本土球員或外籍生球員。
- 曾參加P. LEAGUE+新人選秀會但落選

落選後曾註冊於學生籃球聯賽者，不符合自由球員資格。

## 薪資
2020年11月，P. LEAGUE+執行長陳建州表示三年內會訂出團隊薪資上下限的規範。
球員最低月薪為新臺幣四萬元。場上2名外籍球員月薪合計上限為三萬美元；2022-23賽季起調整為四萬美元；2024年10月賽務章程版本調整為各隊註冊的4名外籍球員月薪合計上限由決策委員會訂出，2024-25賽季4名外籍球員月薪合計上限為十萬美元。